# Jean-Oscar Kalati
Jean-Oscar Kalati (ur. 2 sierpnia 1985) – kameruński piłkarz grający na pozycji bramkarza. Od 2019 jest zawodnikiem klubu New Star FC.

## Kariera klubowa
W latach 2015–2016 Kalati grał w klubie New Star FC. W 2017 przeszedł do Eding Sport FC. W sezonie 2017 wywalczył z nim mistrzostwo Kamerunu, a w sezonie 2018 zdobył Puchar Kamerunu. W 2019 roku występował w Avion FC, a następnie wrócił do New Star FC.

## Kariera reprezentacyjna
W reprezentacji Kamerunu Kalati zadebiutował 12 sierpnia 2017 w wygranym 2:0 meczu Mistrzostw Narodów Afryki z Wyspami Świętego Tomasza i Książęcej, rozegranym w São Tomé. Od 2017 do 2018 rozegrał w kadrze narodowej 4 mecze.